# デヴィッド・オリスト
デヴィッド・オリスト（David "Davy" O'List、1948年12月13日 - ）は、イングランドのロック・ギタリスト、ボーカリスト、トランペッターである。
ジ・アタック、ザ・ナイス、ロキシー・ミュージック、ジェットに在籍し、ピンク・フロイドとジェスロ・タルに代理として短期間、参加した。

## 略歴
ロンドン西部のチジックの出身。両親は俳優で父親はギターを弾くという家庭環境で育ち、12歳で王立音楽大学の奨学金を得て、4年間、トランペットとピアノの演奏を学んだ。1964年にローリング・ストーンズのデビュー・アルバムを聴いてR&Bに魅せられ、ギターを弾くようになり、R&Bのバンドに加入。父親に諭されて、王立音楽大学に戻って最終試験を受けた後、リチャード・ヘンリーというソウル・シンガーのバック・グループに加入して、ミュージシャンとしての道を歩み始めた。

### ジ・アタック
週末にスーパーマーケットで働くようになった彼は、買い物に来たリチャード・シャーマンと知り合い、意気投合した。シャーマンは当時ソウル・システムというR＆B・バンドのシンガーだった。やがてソウル・システムは、マネージャーになったドン・アーデンの指示でジ・アタックと改名した。1966年、オリストはシャーマンにジ・アタックのリハーサルにトランペッターとして招待され、結局ギタリストとして加入した。
オリストを迎えたジ・アタックは1967年にデビュー・シングル「Try It」を発表した。しかし、この曲は既にアメリカのザ・スタンデルズによって録音されていた。同年2月、2作目のシングルのために「Hi Ho Silver Lining」を録音したが、ジェフ・ベックが同じ曲を1月に録音。ベック版は5月にシングルで発表され大ヒットとなり、ジ・アタック版は霞んでしまった、しかし裏面に収録されたオリジナル作品の「Any More Than I Do」が海賊放送局のジョン・ピールの番組に常用され、作者の一人だった彼のギター・ソロが『メロディ・メイカー』誌でクリス・ウェルチに取り上げられるなど注目を集めた。
1967年2月、彼はジ・アタックを脱退した。「Any More Than I Do」での演奏が注目を集める中、ジョン・メイオールからピーター・グリーンの後釜としてジョン・メイオール・アンド・ザ・ブルースブレイカーズに誘われた。しかし、同時期にキーボーディストのキース・エマーソンから、アンドリュー・ルーグ・オールダムがマネージメントする女性シンガーのP.P.アーノルドのバック・グループに誘われた。エマーソンはメイオールより遥かに無名だったが、彼は「ブルースブレイカーズに加入したらメイオールの音楽を演奏しなければならないが、エマーソンと組めば自分の音楽ができる」と思ったので、メイオールの誘いを断った。

### ザ・ナイス
1967年5月、「パット・アーノルド・アンド・ザ・ナイス」のメンバーとして、アーノルド、エマーソン、リー・ジャクソン（ベース）、イアン・ヘイグ（ドラムス）と活動を開始した。ザ・ナイスは同年のナショナル・ジャズ・アンド・ブルース・フェスティバルに単独出演したのち、8月、新しいドラマーにブライアン・デヴィソンを迎え、9月にはアーノルドから独立した。
ザ・ナイスのデビュー・アルバム『ナイスの思想』は1968年3月に発表された。その年の7月、レナード・バーンスタインの「アメリカ」の改作が、イギリスのシングル・チャートで21位に達して、彼等の唯一のヒットとなった。ザ・ナイスでの彼の演奏スタイルは、オールミュージックのBruce Ederに「ヘンドリックス風のギター、シャープな安心感」と評された。しかし両雄並び立たず、彼はエマーソンという強力な演奏者と競い合った挙句、セカンド・アルバムをレコーディング中の1968年10月にザ・ナイスを脱退した。
彼はザ・ナイスに在籍していた1967年にピンク・フロイドのシド・バレットの代役を担当した。「それはすごかった」と50年後に回想している。「それはジミ・ヘンドリックスとフロイドのパッケージ・ツアーだったので、夢のように感じました。私はフロイドの音楽を本当によく知っていたので、彼等が一緒に演奏するように頼んでくれた時、お安い御用でした」。フロイドが彼をバレットに代わる正式メンバーにしようと考えていたかどうか尋ねられると、彼はこう答えた。「どうやら彼等はそれを考えていたようです。彼等は私がライブで演奏するのを数回見てくれたのですが、私はまだ19歳でしたし、ビジネスにおいても初な若者でした。もっと自分を売り込むべきでした」。

### その後
オリストはミック・エイブラハムズ脱退後のジェスロ・タルでも短期間、演奏を行った。
1970年初頭にザ・ミスアンダーストゥッドへ参加してギターとベースを担当。
1971年10月、デビュー前のロキシー・ミュージックに加入。1972年1月4日にBBCのスタジオでBBC Radio 1の音楽番組『ピール・セッションズ』の録音を行なった。同月に脱退。
1974年、ロキシー・ミュージックのブライアン・フェリーの2作目のソロ・アルバム『アナザー・タイム、アナザー・プレイス (いつかどこかで)』の制作に参加。ドビー・グレイが1964年に発表した「ジ・イン・クラウド」のカバーでギター・ソロを担当した。
同年、ジェットに加入。1975年に1枚のアルバムをリリースし、イアン・ハンター&ミック・ロンソンのサポートとしてツアーを行った。イアン・マクロードに交代した。

### ソロ活動
1997年に初のソロ・アルバム『Flight of the Eagle』を、2015年に2作目『Second Thoughts』を発表した。

## 私生活
サトゥ・レドモンド（Satu Redmond）という妻と、2008年5月18日に生まれたジェームス・レドモンド（James Redmond）という息子がいる。

## ディスコグラフィ

### ソロ
アルバム
- Flight Of The Eagle（1997年、Jet）
- Second Thoughts（2015年、Made In Soho）

シングル
- Fallout Love（1982年、Underground Music）

### ジ・アタック
シングル
- Try It / We Don't Know（1967年、Decca F 12550）
- Hi Ho Silver Lining / Anymore Than I Do（1967年、Decca F 12578）

### ザ・ナイス
アルバム
- ナイスの思想　The Thoughts of Emerlist Davjack（1968年、Immediate）
- The Swedish Radio Sessions（2001年、Sanctuary）[注釈 8]

シングル
- The Thoughts of Emerlist Davjack / Azrial (Angel of Death) (1967年11月、Immediate IM 059）
- America / The Diamond Hard Blue Apples of the Moon（1968年6月21日、Immediate IM 068）[注釈 9]

### ジェット
- JET　Jet（1975年、CBS）

### ファックス
- Fax（1986年、Bite Back）

### その他
- ブライアン・フェリー – アナザー・タイム、アナザー・プレイス (いつかどこかで)　Another Time, Another Place（1974年）
- ブライアン・フェリー – レッツ・スティック・トゥゲザー　Let's Stick Together（1976年）